# Boyd Haley
Boyd Haley (* 22. September 1940 in Greensburg, Indiana) ist ein US-amerikanischer Chemiker.

## Ausbildung und Werdegang
Haley schloss 1959 die New Point High School in Greensburg ab. Vier Jahre später erhielt er einen Bachelor-Abschluss vom Franklin College in Franklin, Indiana, und trat anschließend ein Lehrstipendium an der Howard University an. Danach diente er mehrere Jahre als Sanitäter in der US-Armee.
1967 erwarb Haley einen Master of Science (M.S.) an der University of Idaho. Anschließend begann er ein Promotionsstudium an der Washington State University, wo er daran arbeitete, „chemische Modifikationen an ATP vorzunehmen, um zu bestimmen, wie und genau wo ATP bindet, um Muskelbewegungen auszulösen“. 1971 verlieh ihm die Washington State University den Doktortitel (Ph.D.) in Chemie/Biochemie.
Drei Jahre lang war Haley als Postdoktorand an der Yale University tätig. Von 1974 bis 1985 war er Professor an der University of Wyoming. Danach wurde er zum Professor für Medizinalchemie an der University of Kentucky ernannt, deren Chemieabteilung er ab 1997 als Vorsitzender leitete. Heute ist er emeritierter Professor.

## Leben
Haley ist emeritierter Professor der Chemie der University of Kentucky, der vor allem im medizinisch-biochemischen Bereich tätig ist. Dabei beschäftigt er sich unter anderem mit Autismus und Quecksilbervergiftung.
Nach seiner Lehrtätigkeit an der University of Kentucky gründete er die Firma CTI Science und verkaufte bis zum Juli 2010 BDTH2 unter dem Namen OSR#1.